# Синклер Луис
Синклер Луис (енгл. Sinclair Lewis; Сок Сентер, 7. фебруар 1885 — Рим, 10. јануар 1951), био је амерички књижевник и Нобеловац.
Рођен је 1885, имао је живот испуњен разноврсним искуствима, корисним за стварање широке визије америчког друштва, чију ће снажну слику дати у својим романима. Тако је он, рецимо, прекинуо студије на универзитету Јејл, и отишао да ради на Панамском каналу. А онда се вратио на Јејл и дипломирао, 1908. Наредних година је пуно путовао по Америци, радећи као извештач многих листова и агенција. У почетку, док још није нашао свој прави пут, писао је булеварску прозу, приче и романе, све док 1920. није објавио роман „Главна улица” и постигао огроман успех. За кратко време било је распродато пола милиона примерака, а роман је преведен на безмало све европске језике.
Уследили су потом романи:„Краљевска крв”,„Бебит”, „Елмер Гантри”, „Човек који је познавао Кулиџа”, „Додсворт”, „Мартин Ароусмит”, „Ана Викерс”, „Уметничко дело”, „То је овде немогуће”. Њима је Луис избио у ред великих реалистичких писаца савремене Америке, с подједнаким познавањем описујући живот различитих слојева и врло различитих јунака.
Снажна сатиричка, критичка нота изазивала је често противречне реакције јавности. Од похвала критике и слободоумних интелектуалаца – до позива на бојкот, линч, хапшење!
Синклер Луис је један од најславнијих писаца такозване изгубљене генерације. Нобелову награду за књижевност добио је 1930. године.
Преминуо је 1951.

## Радови

### Новеле
- 1912: Hike and the Aeroplane
- 1914: Our Mr. Wrenn: The Romantic Adventures of a Gentle Man
- 1915: The Trail of the Hawk: A Comedy of the Seriousness of Life
- 1917: The Job
- 1917: The Innocents: A Story for Lovers
- 1919: Free Air
Serialized in The Saturday Evening Post, May 31, June 7, June 14 and 21, 1919
- 1920: Main Street
- 1922: Babbitt
Excerpted in Hearst's International, October 1922
- 1925: Arrowsmith
- 1926: Mantrap
Serialized in Collier's, February 20, March 20 and April 24, 1926
- 1927: Elmer Gantry
- 1928: The Man Who Knew Coolidge: Being the Soul of Lowell Schmaltz, Constructive and Nordic Citizen
- 1929: Dodsworth
- 1933: Ann Vickers
Serialized in Redbook, August, November and December 1932
- 1934: Work of Art
- 1935: It Can't Happen Here
- 1938: The Prodigal Parents
- 1940: Bethel Merriday
- 1943: Gideon Planish
- 1945: Cass Timberlane: A Novel of Husbands and Wives
Appeared in Cosmopolitan, July 1945.
- 1947: Kingsblood Royal
- 1949: The God-Seeker
- 1951: World So Wide (posthumous)

Babbitt, Mantrap and Cass Timberline were published as Armed Services Editions during WWII.

### Кратке приче
- 1907: "That Passage in Isaiah", The Blue Mule, May 1907
- 1907: "Art and the Woman", The Gray Goose, June 1907
- 1911: "The Way to Rome", The Bellman, May 13, 1911
- 1915: "Commutation: $9.17", The Saturday Evening Post, October 30, 1915
- 1915: "The Other Side of the House", The Saturday Evening Post, November 27, 1915
- 1916: "If I Were Boss", The Saturday Evening Post, January 1 and 8, 1916
- 1916: "I'm a Stranger Here Myself",  The Smart Set, August 1916
- 1916: "He Loved His Country", Everybody's Magazine, October 1916
- 1916: "Honestly If Possible", The Saturday Evening Post, October 14, 191
- 1917: "Twenty-Four Hours in June", The Saturday Evening Post, February 17, 1917
- 1917: "The Innocents", Woman's Home Companion, March 1917
- 1917: "A Story with a Happy Ending", The Saturday Evening Post, March 17, 1917
- 1917: "Hobohemia", The Saturday Evening Post, April 7, 1917
- 1917: "The Ghost Patrol", The Red Book Magazine, June 1917
Adapted for the silent film (1923). The Ghost Patrol.
- 1917: "Young Man Axelbrod", The Century, June 1917
- 1917: "A Woman by Candlelight", The Saturday Evening Post, July 28, 1917
- 1917: "The Whisperer", The Saturday Evening Post, August 11, 1917
- 1917: "The Hidden People", Good Housekeeping, September 1917
- 1917: "Joy-Joy", The Saturday Evening Post, October 20, 1917
- 1918: "A Rose for Little Eva", McClure's, February 1918
- 1918: "Slip It to 'Em", Metropolitan Magazine, March 1918
- 1918: "An Invitation to Tea", Every Week, June 1, 1918
- 1918: "The Shadowy Glass", The Saturday Evening Post, June 22, 1918
- 1918: "The Willow Walk", The Saturday Evening Post, August 10, 1918
- 1918: "Getting His Bit", Metropolitan Magazine, September 1918
- 1918: "The Swept Hearth", The Saturday Evening Post, September 21, 1918
- 1918: "Jazz", Metropolitan Magazine, October 1918
- 1918: "Gladvertising", The Popular Magazine, October 7, 1918
- 1919: "Moths in the Arc Light", The Saturday Evening Post, January 11, 1919
- 1919: "The Shrinking Violet", The Saturday Evening Post, February 15, 1919
- 1919: "Things", The Saturday Evening Post, February 22, 1919
- 1919: "The Cat of the Stars", The Saturday Evening Post, April 19, 1919
- 1919: "The Watcher Across the Road", The Saturday Evening Post, May 24, 1919
- 1919: "Speed", The Red Book Magazine, June 1919
- 1919: "The Shrimp-Colored Blouse", The Red Book Magazine, August 1919
- 1919: "The Enchanted Hour", The Saturday Evening Post, August 9, 1919
- 1919: "Danger—Run Slow", The Saturday Evening Post, October 18 and 25, 1919
- 1919: "Bronze Bars", The Saturday Evening Post, December 13, 1919
- 1920: "Habaes Corpus", The Saturday Evening Post, January 24, 1920
- 1920: "Way I See It", The Saturday Evening Post, May 29, 1920
- 1920: "The Good Sport", The Saturday Evening Post, December 11, 1920
- 1921: "A Matter of Business", Harper's, March 1921
- 1921: "Number Seven to Sagapoose", The American Magazine, May 1921
- 1921: "The Post-Mortem Murder", The Century, May 1921
- 1923: "The Hack Driver", The Nation, August 29, 1923[6]
- 1929: "He Had a Brother", Cosmopolitan, May 1929
- 1929: "There Was a Prince", Cosmopolitan, June 1929
- 1929: "Elizabeth, Kitty and Jane", Cosmopolitan, July 1929
- 1929: "Dear Editor", Cosmopolitan, August 1929
- 1929: "What a Man!", Cosmopolitan, September 1929
- 1929: "Keep Out of the Kitchen", Cosmopolitan, October 1929
- 1929: "A Letter from the Queen", Cosmopolitan, December 1929
- 1930: "Youth", Cosmopolitan, February 1930
- 1930: "Noble Experiment", Cosmopolitan, August 1930
- 1930: "Little Bear Bongo", Cosmopolitan, September 1930
Adapted for the animated feature film (1947). Fun and Fancy Free.
- 1930: "Go East, Young Man", Cosmopolitan, December 1930
- 1931: "Let's Play King", Cosmopolitan, January, February and March 1931
- 1931: "Pajamas", Redbook, April 1931
- 1931: "Ring Around a Rosy", The Saturday Evening Post, June 6, 1931
- 1931: "City of Mercy", Cosmopolitan, July 1931
- 1931: "Land", The Saturday Evening Post, September 12, 1931
- 1931: "Dollar Chasers", The Saturday Evening Post, October 17 and 24, 1931
- 1935: "The Hippocratic Oath", Cosmopolitan, June 1935
- 1935: "Proper Gander", The Saturday Evening Post, July 13, 1935
- 1935: "Onward, Sons of Ingersoll!", Scribner's, August 1935
- 1936: "From the Queen", Argosy, February 1936
- 1941: "The Man Who Cheated Time", Good Housekeeping, March 1941
- 1941: "Manhattan Madness", The American Magazine, September 1941
- 1941: "They Had Magic Then!", Liberty, September 6, 1941
- 1943: "All Wives Are Angels", Cosmopolitan, February 1943
- 1943: "Nobody to Write About", Cosmopolitan, July 1943
- 1943: "Green Eyes—A Handbook of Jealousy", Cosmopolitan, September and October 1943
- Harri. 1943. ISBN 978-1523653508.
Serialized in Good Housekeeping, August, September 1943 (novella)

#### Кратке приче (1904–1949)
Самуел Ј. Рогал је уредио Кратке приче Синклера Луиса (1904–1949), седмотомни сет који је 2007. објавио Едвин Мелен прес. Први покушај да се прикупе све Луисове кратке приче.
- Volume 1 (June 1904 – January 1916)  9780773454873
- Volume 2 (August 1916 – October 1917)  9780773454897
- Volume 3 (January 1918 – February 1919)  9780773454910
- Volume 4 (February 1919 – May 1921)  9780773454194
- Volume 5 (August 1923 – April 1931)  9780773453562
- Volume 6 (June 1931 – March 1941)  9780773453067
- Volume 7 (September 1941 – May 1949)  9780773452763

### Чланци
- 1915: "Nature, Inc.", The Saturday Evening Post, October 2, 1915
- 1917: "For the Zelda Bunch", McClure's, October 1917
- 1918: "Spiritualist Vaudeville", Metropolitan Magazine, February 1918
- 1919: "Adventures in Autobumming: Gasoline Gypsies", The Saturday Evening Post, December 20, 1919
- 1919: "Adventures in Autobumming: Want a Lift?", The Saturday Evening Post, December 27, 1919
- 1920: "Adventures in Autobumming: The Great American Frying Pan", The Saturday Evening Post, January 3, 1920

### Драме
- 1919: Hobohemia
- 1934: Jayhawker: A Play in Three Acts (with Lloyd Lewis)
- 1936: It Can't Happen Here (with John C. Moffitt)
- 1938: Angela Is Twenty-Two (with Fay Wray)
Adapted for the feature film (1944). This Is the Life.

### Сценарио
- 1943: Storm In the West (with Dore Schary – unproduced)[8]

### Поеме
- 1907: "The Ultra-Modern", The Smart Set, July 1907
- 1907: "Dim Hours of Dusk", The Smart Set, August 1907
- 1907: "Disillusion", The Smart Set, December 1907
- 1909: "Summer in Winter", People's Magazine, February 1909
- 1912: "A Canticle of Great Lovers", Ainslee's Magazine, July 1912

### Предговори
- 1942: Henry Ward Beecher: An American Portrait (by Paxton Hibben; publisher: The Press of the Readers Club, NY NY)

### Књиге
- 1915: Tennis As I Play It (ghostwritten for Maurice McLoughlin)[9]
- 1926: John Dos Passos' Manhattan Transfer
- 1929: Cheap and Contented Labor: The Picture of a Southern Mill Town in 1929
- 1935: Selected Short Stories of Sinclair Lewis
- 1952: From Main Street to Stockholm: Letters of Sinclair Lewis, 1919–1930 (edited by Alfred Harcourt and Oliver Harrison)
- 1953: A Sinclair Lewis Reader: Selected Essays and Other Writings, 1904–1950 (edited by Harry E. Maule and Melville Cane)
- 1962: I'm a Stranger Here Myself and Other Stories (edited by Mark Schorer)
- 1962: Sinclair Lewis: A Collection of Critical Essays  (edited by Mark Schorer)
- 1985: Selected Letters of Sinclair Lewis (edited by John J. Koblas and Dave Page)
- 1997: If I Were Boss: The Early Business Stories of Sinclair Lewis (edited by Anthony Di Renzo)
- 2000: Minnesota Diary, 1942–46 (edited by George Killough)
- 2005: Go East, Young Man: Sinclair Lewis on Class in America (edited by Sally E. Parry)
- 2005: The Minnesota Stories of Sinclair Lewis (edited by Sally E. Parry)